# سيد حسين (سيلتان)
سید حسین (بالفارسية: سیدحسین) هي قرية تقع في إيران في قسم سيلتان الريفي. يقدر عدد سكانها بـ 135 نسمة بحسب إحصاء 2016.